# Streptopus obtusatus
Streptopus obtusatus là một loài thực vật có hoa trong họ Măng tây. Loài này được Fassett miêu tả khoa học đầu tiên năm 1935.